# フィガリ＝シュド・コルス空港
フィガリ＝シュド・コルス空港（フィガリ＝シュド・コルスくうこう、フランス語: Aéroport Figari-Sud Corse）もしくはフィガリ南コルシカ空港（フィガリみなみコルシカくうこう、英語: Figari-South Corsica Airport） (IATA: FSC, ICAO: LFKF) はフランス・コルス＝デュ＝シュド県のコミューン、フィガリの3km北西にある空港である。コルシカ島にあり、ポルト＝ヴェッキオからは25km離れている。
コルシカ島では3番目に大きい空港であり、1975年に開港した。2004年の年間利用者数は254,000人で、うち117,000人はフィガリ-パリ線、63,000人はフィガリ-マルセイユ線、34,000人はフィガリ-ニース線の利用者であり、37,000人がチャーター便を利用した。

## 就航路線
| 航空会社                                    | 就航地 |
| ------------------------------------------- | --- |
| エールフランス                              | パリ＝オルリー |
| エールフランス 運航はエール・コルシカ       | マルセイユ、ニース、パリ＝オルリー 季節運航: リヨン                                                                                 |
| エールフランス 運航はオップ!                | 季節運航: ボルドー、カーン、クレルモン＝フェラン、リール、メス/ナンシー、ナント、カンペール、レンヌ、ストラスブール、トゥールーズ   |
| エア・グレイシアス                          | 季節運航: シオン |
| ブリュッセル航空                            | 季節運航: ブリュッセル、ルーアン |
| イージージェット                            | 夏季運航: ロンドン＝ガトウィック（2015年6月14日運航開始）、リヨン、パリ＝シャルル・ド・ゴール、トゥールーズ（2015年7月4日運航開始） |
| イージージェット・スイス                    | 夏季運航: ジュネーヴ（2015年6月6日運航開始）                                                                                        |
| Flybe                                       | マンチェスター |
| ジャーマンウイングス 運航はユーロウイングス | 季節運航: デュッセルドルフ |
| ライアンエアー                              | 夏季運航: ボーヴェ、シャルルロワ |
| スカイワーク航空                            | 季節運航: ベルン |
| TUIエアウェイズ                             | 季節運航: ロンドン＝ガトウィック、マンチェスター                                                                                    |
| ボロテア                                    | 季節運航: ボルドー、ナント |
| XL航空フランス                              | 季節運航: パリ＝シャルル・ド・ゴール                                                                                                |